# 대구가창초등학교 우록분교
대구가창초등학교 우록분교는 대한민국 대구광역시 달성군 가창면 가창로57길 46 (삼산리)에 있었던 분교이다.

## 연혁
- 1945년 12월 1일 가창국민학교 우록분교장 설립인가
- 1949년 5월 22일 우록국민학교 개교
- 1964년 9월 15일 신축교사 준공(삼산리)
- 1983년 2월 28일 백록분교장 폐교
- 1995년 1월 1일 대구시로 편입
- 1996년 3월 1일 대구우록초등학교로 개칭
- 1999년 3월 1일 대구가창초등학교 우록분교장 격하
- 2007년 2월 28일 폐교